# Damien Thorn
Pour les articles homonymes, voir Thorn.
Damien Thorn est un personnage de fiction créé par David Seltzer dans le film La Malédiction réalisé par Richard Donner et sorti en 1976.
C'est un produit d'un cinéma fantastique des années 1970 et 1980.

## Biographie fictive
Dans le film de 1976, Damien est né à Rome à 6 h du matin un 6 juin. Les circonstances de sa naissance (la sixième heure du sixième jour du sixième mois) font référence au nombre 666. 
Il est dit et plusieurs fois mentionné dans tous les films que son père était Satan et sa mère un chacal. Il aurait par ailleurs hérité de la structure cellulaire de cet animal.
Il meurt à la fin du troisième film, poignardé dans le dos avec l'une des dagues de Meggido, conçues pour tuer l'Antéchrist. Cependant, il déclare avant de mourir que le Christ « n'en a pas fini avec [lui] », ce qui est vrai puisque le quatrième film met en scène sa fille cachée, Délia, qui est elle aussi la réincarnation de l'Antéchrist.
Dans la série télévisée de 2016, Damien Thorn a presque oublié son passé. Aujourd'hui âgé de trente ans, il est devenu photographe de guerre. Témoin de macabres événements en Syrie, il voit ressurgir ses vieux démons. Il est peu à peu confronté à sa véritable destinée : il est l'Antéchrist.

## Description

### Physique
Dans tous les films, Damien possède des cheveux courts bruns plaqués et des yeux bleus. Il est grand et mince. Il possède le nombre 666 qui apparaît sur son corps comme marque de naissance. Il porte la plupart du temps des costumes noirs à cravate, sinon de couleurs plus sobre. La novélisation du film indique qu'il est dépourvu d'empreintes digitales.
Dans la série télévisée, ses cheveux sont encore plus courts et plus clair. Son style vestimentaire est bien plus contemporain : il porte souvent un blouson de cuir noir au-dessus d'un t-shirt et un jean.

### Personnalité
Enfant, Damien est un petit garçon ordinaire, affectueux, joueur et quelque peu turbulent. Il semblerait qu'il sache inconsciemment qu'il est l'antéchrist (il devient agressif avec son père lorsque ce dernier l'amène à l'église pour l'exorciser et brise le quatrième mur lorsqu'il sourit au spectateur après que ses parents ont été enterrés) et il lui arrive d'avoir des réactions étranges (il voit sa mère tomber de la rampe d'un escalier mais ne réagit pas, même pour l'aider).
Adolescent, il est joueur, intelligent et sympathique. Plusieurs adultes tentent de lui faire comprendre qu'il est l'Antéchrist, ce qui le trouble. C'est après avoir lu le chapitre de l'Apocalypse sur l'Antéchrist que Damien vérifie s'il n'a pas le nombre 666 sur le corps. Il le découvre inscrit sur son cuir chevelu puis s'enfuit, apeuré, et semblant ne pas vouloir de cette vie. Il devient ensuite plus froid et n'hésite pas à provoquer un incident dans l'usine de son oncle (incident qui tuera plusieurs scientifiques) afin de voir s'il possède réellement le pouvoir d'influencer les évènements selon ses souhaits. Il considère son cousin Mark comme son frère et son meilleur ami et ne veut aucun mal à celui-ci ni à sa famille (cela ne l'empêchera pourtant pas de le torturer puis de le tuer, même s'il regrette ce geste aussitôt après). Il va également jusqu'à manipuler sa tante pour qu'elle tue son oncle avant de faire exploser la pièce où elle se trouve. Devenu impitoyable à la fin du film, il semble enfin prêt à accomplir sa destinée d'Antéchrist.
Devenu adulte, il est ambitieux et projette de devenir ambassadeur à Londres (il y parviendra au début du film en provoquant le suicide du précédent ambassadeur). En parallèle, il dirige la société Thorn (dont il a hérité) d'une main de fer et met en place de nombreux projets humanitaires et philanthropes afin d'attirer la confiance de ses contemporains et de mieux diriger le monde. Il est également poli, courtois, galant et généreux. Nous voyons également qu'il vénère son père Satan et qu'il est déterminé à retrouver le fils de Dieu (seule personne à pouvoir le stopper) ainsi que les poignards, seules armes capables de le tuer (tant sur le plan physique qu'immatériel). Aussi, il méprise ouvertement le Christ (qu'il surnomme "Le Nazarien") et possède une statue de lui crucifié, sur laquelle il passe sa colère (en attrapant notamment la tête de la statue, quitte à se blesser en empoignant la Sainte Couronne). Il se révèle également violent dans sa sexualité, n'hésitant pas à faire souffrir ses partenaires (en l'occurrence Kate Reynolds dans le film).
Dans la série télévisée de 2016 qui ne prend en compte que le premier film, Damien est âgé de trente ans et est reporter d'images. Il est inconscient de sa véritable nature et a oublié son passé. Sa rencontre avec une étrange vieille femme va commencer à lui faire recouvrer la mémoire. En parallèle, il mène une enquête sur son passé. Toutefois, cette enquête va conduire des personnes de son entourage à la mort, ce qui l'attriste profondément. De plus, il est très sensible à la souffrance dans le monde, ce qui l'a amené à devenir reporter d'images et à voyager au Moyen-Orient (en Syrie notamment) pour dénoncer la guerre qui y sévit. Il refuse d'accepter sa destinée, sinon d'empêcher l'Apocalypse, au point d'avoir tenté de se suicider et de demander conseil à des religieux. Il lui arrive toutefois de se montrer intimidant ou violent en actes ou en paroles. Dans le final de la saison 1, à la suite d'un exorcisme raté, sa personnalité véritable se réveille : il devient plus cruel et insensible à la souffrance d'autrui (qu'il semble désormais engendrer) et accepte sa destinée.

### Pouvoirs
Dans le premier film, Damien ne semble pas conscient de ses pouvoirs. Il provoque sans s'en rendre compte la mort des gens de son entourage, en particulier s'ils cherchent à en savoir plus sur lui ou s'ils mènent une enquête sur ses origines (une meute de chiens enragés s'en prend à son père et à son photographe lorsqu'ils visitent un cimetière où la mère biologique de Damien est enterrée). De plus, si une photo d'une personne qui va mourir est prise, une marque apparaît sur cette photo et indique comment cette personne sera tuée (un trait vertical au-dessus du cou pour une pendaison, un trait horizontal sur la nuque pour une décapitation, etc). Il possède en outre la capacité de faire fuir ou de rendre agressif les animaux proches de lui (dans le premier film, il fait fuir un troupeau de girafes puis une tribu de singes avant que ceux-ci ne reviennent vers lui, agressifs). Il déclenche des catastrophes naturelles et des accidents en jouant (il provoque de forts vents puis une tempête sur un prêtre alors qu'il s'amuse à faire rouler des boules de billard sur une table). Il est constamment suivi, surveillé et protégé par Mrs Baylock, une domestique étrange et froide (qui s'avérera être une créature de Satan conçue pour protéger l'enfant et qui tuera la mère de ce dernier plus tard) et par un chien, qui devient agressif lorsqu'une personne ayant de mauvaises intentions s'approche de lui. Cependant, il suffit qu'il s'approche d'un lieu saint (une église par exemple) pour devenir hystérique, agressif et fébrile (ce que ses parents penseront être une simple frayeur d'enfant). Il est également immunisé aux maladies humaines : il n'est pas tombé une seule fois malade depuis sa naissance.
Dans le second film, une partie des morts des personnages voulant découvrir la vérité et arrêter Damien meurent peu de temps après avoir rencontré et vu de près un corbeau noir. Lors d'un incident dans l'usine de son oncle, nous pouvons voir que Damien est immunisé aux gaz toxique : contrairement aux enfants qui l'accompagnaient à la visite de l'usine qui étaient légèrement atteints, Damien n'a en aucun cas été affecté. Il peut aussi faire souffrir (et même tuer) une autre personne physiquement et mentalement si cette dernière le regarde dans les yeux (il se sert de ce pouvoir sur son rival à l'école militaire et sur son cousin Mark). Il peut aussi contrôler son environnement directement pour tuer quelqu'un (il se sert de ce pouvoir pour tuer sa tante).
Dans le troisième film, il se sert d'un chien pour provoquer le suicide de l'ambassadeur des États-Unis à Londres (ce dernier, après avoir regardé le chien dans les yeux, rentre dans son bureau où il mettra en place un système complexe pour se suicider). Il est également révélé dans cet épisode que c'est l'amour de Satan envers Damien qui a protégé ce dernier toute sa vie, notamment en tuant tous ceux qui chercheraient à découvrir la vérité à son sujet ou à l'arrêter. Comme dans le premier film, il a le pouvoir de contrôler les animaux (il s'en sert pour faire chuter un homme de son cheval et pour que des chiens dévorent vivant un autre adversaire de Damien).
Dans la série télévisée, il est montré comme étant affaibli physiquement lorsqu'il approche ou entre dans une église. Il semble également capable de détruire toute représentation du Christ crucifié par simple contact physique. Il mène une enquête sur son passé, qui entraîne malgré lui la mort de personnes dans son entourage. À la fin de la première saison, après avoir failli succomber à un exorcisme, ses pouvoirs se réveillent : tout comme dans les films, il arrive à influencer (consciemment ou non) et contrôler la pensée des gens qui l'entourent, les pousser à le vénérer ou au contraire à tuer ou se suicider. Il s'est également révélé capable de contrôler des chiens pour qu'ils attaquent et tuent un vieil homme. Enfin, son sang peut rescuciter une personne si elle vient juste de mourir.

### Œuvres où le personnage apparaît

#### Films
- La Malédiction (The Omen ou Omen I: The Antichrist, Richard Donner, 1976) avec Harvey Stephens
- Damien, la malédiction II (Damien: Omen II ou Omen II: Damien, Don Taylor, 1978) avec Jonathan Scott-Taylor
- La Malédiction finale (The Final Conflict ou Omen III: The Final Conflict, Graham Baker, 1981) avec Sam Neill
- 666, la malédiction (The Omen, John Moore, 2006) avec Seamus Davey-Fitzpatrick

#### Série télévisée
- Damien (Glen Mazzara, 2016) avec Bradley James